# Vimmerby–Spångenäs Järnväg

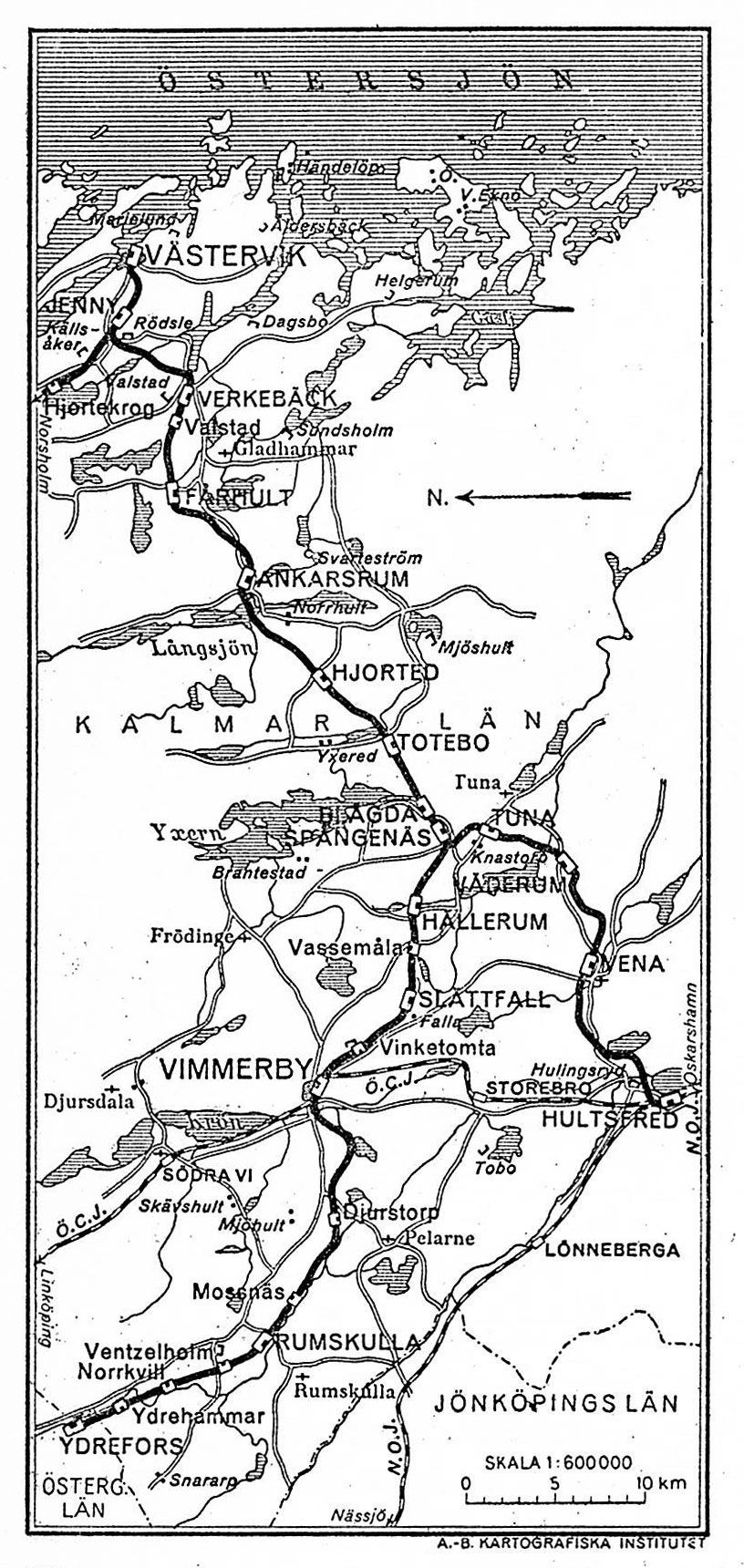
VSJ. Karta 1926.

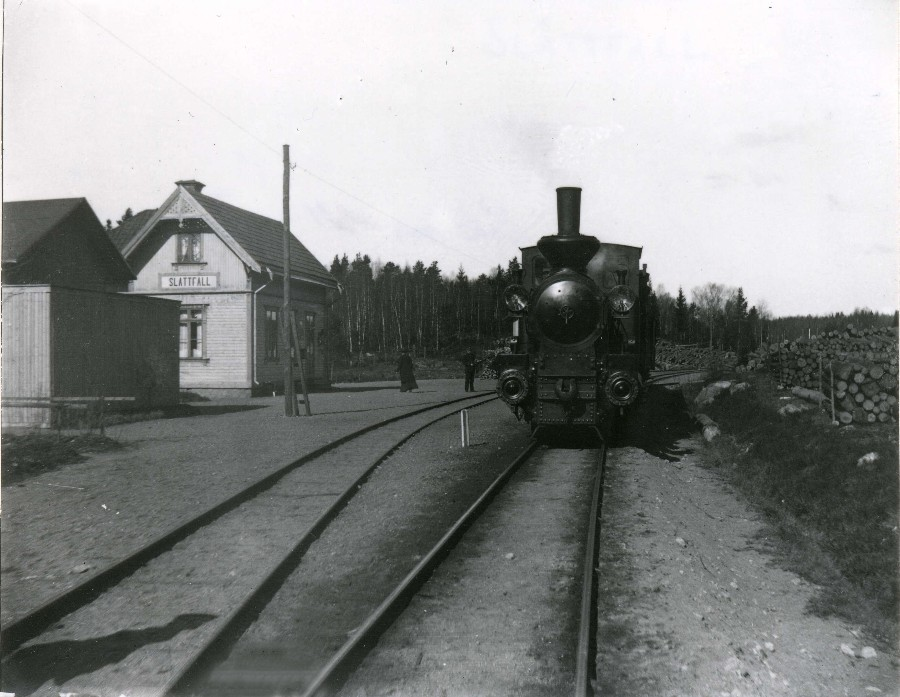
Slättfalls järnvägsstation.

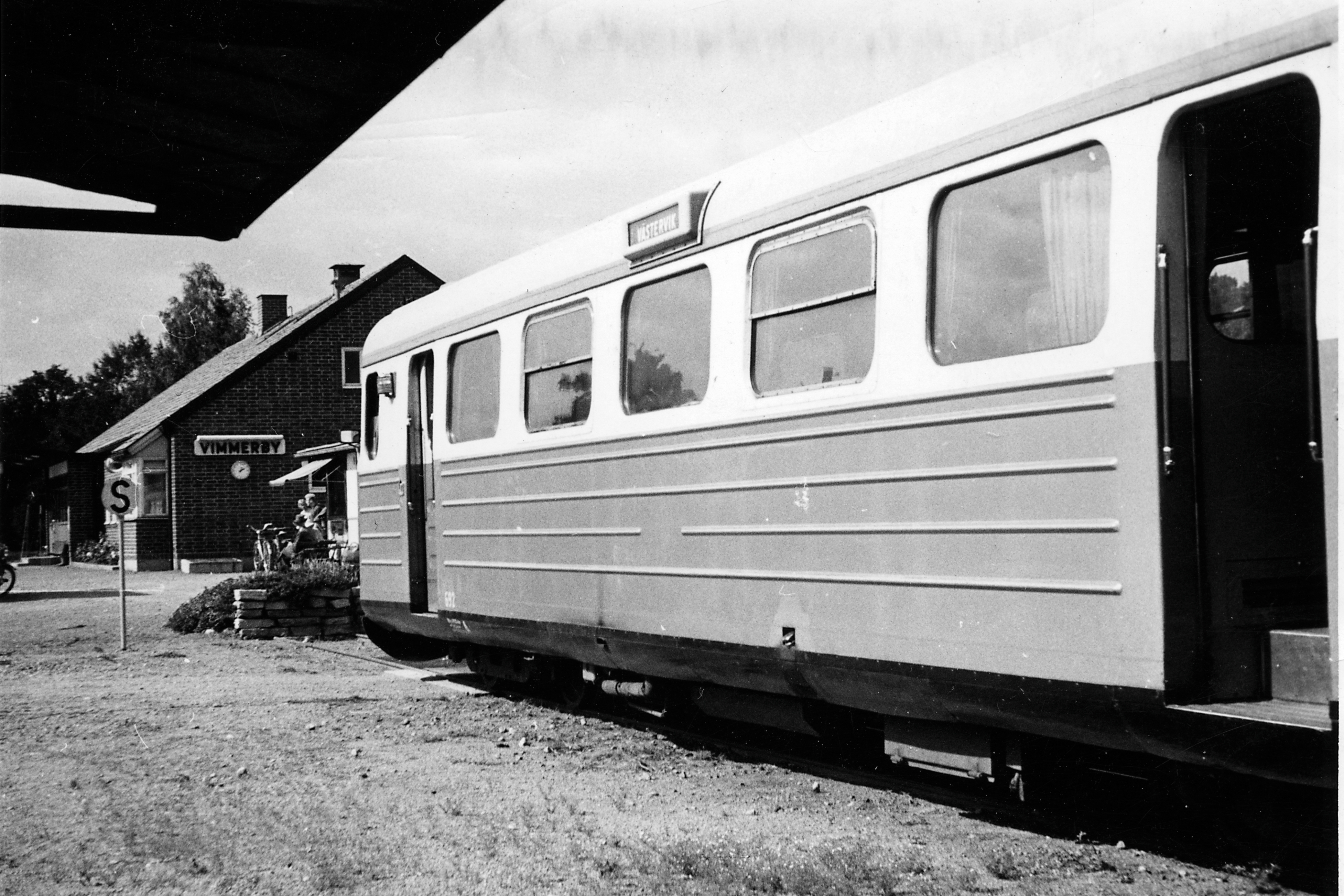
Sista tåget på sträckan Vimmerby - Spångenäs inför avgång den 31 August 1958.

Vimmerby–Spångenäs Järnväg (VSJ) var en 891 millimeters smalspårig järnväg som gick mellan Vimmerby och Spångenäs i Kalmar län i Sverige.

## Historia
Vid ett möte i Vimmerby 1901 diskuterades möjligheten att bygga en järnväg mellan Vimmerby och Blägda eller en annan plats längs Hultsfred–Västerviks Järnväg. Det fanns också önskemål att banan skulle förlängas mot Ydre. Vid samma möte presenterades ett förslag på en sträckning mellan Vimmerby och Spångenäs som var kostnadsberäknat till mellan 300 000 och 400 000 kronor. En interimsstyrelse utsågs med representanter från Vimmerby, Västervik, landsbygden och Västervik–Hultsfreds järnvägsaktiebolag. Både kommunala och privata intressen var representerade.
Vimmerby–Spångenäs Järnvägsaktiebolag byggde järnvägen som öppnades den 26 januari 1906. År 1908 övertog Västerviks stad järnvägen. Banan arrenderades av trafikförvaltningen Norsholm–Västervik–Hultsfreds Järnvägar (NVHJ). NVHJ, som hade blivit aktiebolag 1924, köpte banan 1928 från Västerviks stad. Svenska staten köpte hela NVHJ 1949 och Statens Järnvägar tog över driften. Trafiken upphörde 1958 och spåren revs upp därefter.

## Nutid
Även om järnvägen är riven sedan 1959 finns det gott om kvarlämningar. I Hällerum och Slättfall finns godsmagasin ifrån järnvägens tid kvar tillsammans med stationshusen. Alla banvaktsstugor finns kvar i varierande skick. I Vinketomta och Hällerum finns stationsskyltarna kvar på byggnaderna.
Inne i Vimmerby är det mesta från smalspåret rivet. Vändskivegropen i sten finns finns kvar tillsammans med cirka 100 meter spår, som idag är breddat till normalspår och fungerar som industrispår till den intilliggande fanérfabriken, AB Nordiska Fanerfabriken.
Banvallen går att följa från riksväg 40 i utkanten av Vimmerby till Dalsjö banvaktsstuga, även om den bitvis är övervuxen. Sedan är den bortgrävd i cirka 500 meter, för att sedan ligga kvar in i Spångenäs.
I Spångenäs finns inte mycket som påminner om den tidigare förbindelsen till Vimmerby. Stationshuset är rivet och ersatt av en mindre väntkur, men gropen från vändskivan samt NVHJ:s personalhus "Mossekulla" finns kvar än idag. Det finns även järnväg kvar på platsen då smalspårsjärnvägen mellan Hultsfred och Västervik passerar här och det finns ett sidospår ner till grusgropen. Även det lokstall som tidigare stått i Spångenäs finns kvar, men är flyttat från järnvägen och fungerar idag som ett lastbilsgarage.